# 신우철 (1953년)
신우철(申宇撤, 1953년 6월 1일~)은 대한민국의 정치인이다. 제37·38·39대 전라남도 완도군수이다.

## 학력
- 1969~1972 완도수산고등학교 졸업
- 한국방송통신대학교 행정학 학사
- 여수대학교 대학원 해양생물학 석사
- 2007 전남대학교 대학원 해양생물학 박사

## 경력
- 1991~1999 국립수산진흥원 진도어촌지도소 소장
- 1999~2002 국립수산진흥원 고창어촌지도소 소장
- 2005~2007 마산지방해양수산청 통영해양수산사무소 소장
- 목포지방해양수산청 완도해양수산사무소 소장
- 전라남도 수산기술사업소 소장
- 전라남도 해양수산과학원 원장
- 전라남도 진도군청 부군수
- 2013.12 민주당 전남도당 농수축산발전특별위원회 위원장
- 2014.07~: 제37~39대(민선 6~8기)전라남도 완도군수(3선, 더불어민주당)

## 역대 선거 결과
|  | 56.65% |

|  | 71.40% |

|  | 62.36% |

| 전임 김종식 | 제37·38·39대 전라남도 완도군수 2014년 7월 1일 ~ |  |